# Jimmy Adamson
James "Jimmy" Adamson (født 4. april 1929, død 8. november 2011) var en engelsk fodboldspiller (højre half) og senere -træner.
Adamson tilbragte hele sin aktive karriere, fra 1947 til 1964, hos Burnley F.C. Han var med til at sikre klubben det engelske mesterskab i 1960.
Efter at have indstillet sin aktive karriere gjorde Adamson sig som træner, og stod blandt andet i seks sæsoner i spidsen for sin gamle klub som aktiv, Burnley.

## Titler
Engelsk mesterskab
- 1960 med Burnley